# Lac de la vallée Mabille
Le lac de la vallée Mabille est un lac artificiel situé à Savenay dans le département de la Loire-Atlantique, en région Pays de la Loire.

## Présentation
Le ruisseau de la vallée Mabille alimente un lac artificiel retenu par un barrage construit en 1917, durant la Première Guerre mondiale pour fournir en eau un hôpital militaire de l'armée des États-Unis qui venaient de s'engager dans le conflit.
Le lac de retenue (lac de la vallée Mabile) a été aménagé en base de loisirs au début du XXIe siècle.
Il est traversé par une route.

## Situation
- À l'est du bourg de Savenay

## Activités
- Baignade grâce à sa piscine aménagée et surveillée, près du camping
- Pêche
- Vaste camping ombragé
- Sentier de randonnée formant une boucle

## Quelques chiffres
Profondeur 18 mètres
- Superficie : ha